# The Final Cut (film fra 1983)
 For alternative betydninger, se The Final Cut. (Se også artikler, som begynder med The Final Cut)
The Final Cut (filmen) er en 19 minutters lang "video-ep", som grundlæggende består af 4 musikvideoer i en uafbrudt sekvens. Filmen er instrueret af Willie Christie, som var Roger Waters svoger.